# 스크림 (2022년 영화)
《스크림》(영어: Scream) 혹은 스크림 5는 2022년 개봉한 미국의 슬래셔 영화이다. 맷 베티넬리올핀과 타일러 질레트가 감독을 맡았다. 영화 《스크림》 시리즈의 다섯 번째 작품이자, 2011년 영화 《스크림 4》의 속편이다.

## 줄거리
우즈보로에서 빌리 루미스와 스튜 매처가 살인 사건을 벌인 지 25년 후, 고등학생 타라 카펜터는 집에 혼자 있다가 고스트페이스의 공격을 받고 병원에 입원한다.
머데스토에서 타라의 소원해진 언니 샘 카펜터는 공격 소식을 듣는다. 그녀는 남자친구 리치 키르시와 함께 우즈보로로 돌아와 병원에서 타라를 방문한다. 그곳에서 샘은 타라의 친구들인 웨스 힉스, 리브 맥켄지, 앰버 프리먼, 그리고 쌍둥이 채드와 민디 믹스-마틴과 재회한다. 그날 밤, 빈스 슈나이더(스튜의 조카이자 리브의 전 남자친구)는 고스트페이스에게 살해당한다. 병원에서 고스트페이스와 마주친 후, 샘은 타라에게 자신이 고등학생 때 어머니와 바람을 피웠던 빌리 루미스의 환각에 시달리고 있으며, 자신이 십대 때 그의 생물학적 아버지라는 사실을 알게 되었다고 밝힌다. 샘이 자신의 진짜 혈통을 알게 된 것이 부모님의 이혼으로 이어졌고, 이것이 타라와 그녀가 소원해진 주된 이유이다.
샘과 리치는 현재 게일 웨더스와 이혼한 듀이 라일리에게 도움을 요청한다. 듀이는 게일과 시드니 프레스콧에게 연락하여 고스트페이스의 귀환에 대해 경고한다. 그는 믹스 쌍둥이의 집에서 샘과 리치와 합류하고, 그곳에서 랜디 믹스의 누나인 그들의 어머니 마사 믹스와 잠시 재회한다. 민디는 살인자가 "리퀼"을 만들고 있으며, 타라와 그녀의 친구들을 새로운 세대로 노리고 샘이 빌리와의 연결고리를 이용하여 기존 생존자들을 유인하고 있다고 추론한다. 고스트페이스는 웨스와 그의 어머니인 보안관 주디 힉스를 그들의 집에서 살해한다. 듀이는 소식을 취재하기 위해 마을로 돌아온 게일과 재회한다. 병원에서 타라와 리치는 고스트페이스의 공격을 받지만 듀이와 샘의 도움으로 구조된다. 카펜터 자매와 리치는 탈출하지만 듀이는 고스트페이스를 끝장내려다가 살해당한다.
시드니는 듀이의 죽음을 듣고 마을에 도착하여 병원에서 게일과 샘을 만난다. 시드니는 샘에게 살인자를 막는 데 도움을 요청하지만 샘은 리치와 타라와 함께 마을을 떠나기로 결정하며 거절한다. 시드니와 게일은 앰버의 집으로 이들을 따라가는데, 그곳은 원래 우즈보로 학살이 일어났던 스튜의 옛집으로 밝혀진다. 웨스를 기리는 파티 도중, 믹스 쌍둥이는 고스트페이스의 공격을 받는다. 친구들이 모이자 앰버는 듀이의 총을 꺼내 리브의 머리에 쏘며 자신이 살인자임을 드러낸다. 시드니와 게일이 도착하고, 리치는 앰버의 공범임이 밝혀진다. 그는 샘을 찌르고, 그와 앰버는 카펜터 자매, 시드니, 게일을 시드니가 처음 빌리와 스튜를 마주했던 부엌으로 데려간다.
리치와 앰버는 온라인에서 만난 스태브 영화 시리즈의 팬이라고 설명한다. 가장 최근의 스태브 8의 방향에 실망하여, 그들은 실화를 바탕으로 한 새로운 속편을 만들기 위해 새로운 살인 행각을 시작했으며, 샘을 범인으로 조작할 계획이었다. 샘은 리치를 공격하고, 타라는 앰버를 공격하지만 무력화된다. 시드니와 게일은 앰버와 싸우고, 게일이 앰버를 쏴서 불이 붙은 스토브 위로 떨어뜨린다. 리치는 샘을 쫓고, 샘은 빌리의 환각을 보고 버려진 앰버의 칼로 안내된다. 그녀의 아버지의 유산을 받아들여 샘은 리치를 여러 번 찌르고 목을 긋고 총을 쏴서 그가 죽었는지 확인한다. 심하게 화상을 입은 앰버는 다시 일행을 공격하려 하지만 타라에게 치명적인 총을 맞는다.
타라와 믹스 쌍둥이는 병원으로 이송되고, 샘은 시드니와 게일에게 도움에 감사한다. 게일은 살인자들에게 악명을 주지 않기 위해 새로운 살인 사건에 대한 책을 쓰지 않기로 결정하고, 대신 듀이를 기리는 글을 쓰기로 한다. 샘은 구급차에서 타라와 합류하고, 그날 밤의 사건들이 뉴스에서 보도된다.

## 출연진
- 니브 캠벨 - 시드니 프레스콧
- 코트니 콕스 - 게일 웨더스
- 데이비드 아켓 - 듀이 라일리
- 말리 셸턴 - 주디 힉스
- 멜리사 바레라
- 제나 오르테가
- 잭 퀘이드
- 딜런 미넷
- 자스민 사보이 브라운
- 마이키 매디슨
- 소니아 벤 아마르
- 메이슨 구딩
- 카일 갤너
- 로저 L. 잭슨 - 고스트페이스(목소리 출연)